# ناستا پالاژانکا
ناستا پالاژانکا (بلاروسی: Наста Палажанка؛ زادهٔ ۱۹۹۰) کنشگر در جنبش اپوزیسیون جوانان بلاروس است. وی همچنین برندهٔ جوایزی همچون جایزه بین‌المللی زنان شجاع شده‌است.